# Nobody's Perfect (canción de Jessie J)
«Nobody's Perfect» —en español: «Nadie es perfecto»— es una canción interpretada por la cantante y compositora de origen británico Jessie J, perteneciente a su primer álbum de estudio Who You Are, de 2011. La canción fue compuesta por la intérprete y Claude Kelly, mientras que su producción quedó a cargo de este último y Andre Brissett. Se lanzó oficialmente como el tercer sencillo de la cantante el 20 de abril de 2011 en las radios del Reino Unido.
La canción tuvo una buena recepción comercial en varios países del mundo. En Australia, alcanzó la novena posición en su lista de éxitos y fue certificada con dos discos de platino por haber vendido más de 140 000 copias en el país. Por otro lado, recibió comentarios tanto positivos como negativos por parte de los críticos. Stephen Thomas Erlewine de Allmusic señaló que es una de las mejores canciones de Who You Are, junto con «Do It Like a Dude», «Price Tag» y «Big White Room».
Su vídeo musical se filmó en Sofía, Bulgaria, y fue dirigido por el británico Emil Nava. Este se publicó oficialmente el 14 de abril de 2011 en la cuenta oficial de VEVO de la cantante en el sitio web YouTube. Jessie ha interpretado «Nobody's Perfect» en distintos eventos musicales reconocidos internacionalmente, entre ellos el festival Big Weekend organizado por la radio BBC. Además, el tema recibió una nominación a los Urban Music Awards en la categoría de mejor canción, pero no resultó ganador.

## Descripción

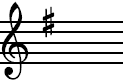
La canción está compuesta en la tonalidad sol mayor.

El 15 de abril de 2011, en una entrevista con Digital Spy, la intérprete reveló que «Nobody's Perfect» sería el tercer sencillo de su disco debut, Who You Are, ya que era uno de sus temas favoritos. Luego, habló con el diario The Sun y explicó que:

«Es una de las canciones más crudas y honestas de la existencia. Cada vez que la canto, revivo el momento en el que la escribía. Creo que es importante exponer sus defectos en la música, así como sus virtudes. Como dice, nadie es perfecto. ¡Definitivamente no lo soy!».

«Nobody's Perfect» es una canción de géneros hip hop y pop con estilos R&B compuesta por la intérprete con ayuda de Claude Kelly, y producida por este último y Andre Brissett. El tema habla acerca de «la lucha contra los complejos de la perfección» y «el lamento por las indiscreciones del pasado». De acuerdo con la partitura publicada por Alfred Publishing Co., Inc. en el sitio Musicnotes, la canción tiene un tempo moderado de 82 pulsaciones por minuto y está compuesta en la tonalidad de sol mayor. El registro vocal de Jessie abarca una progresión armónica que se extiende desde la nota sib♯3 hasta la mib♯5.

## Recepción

### Comentarios de la crítica
«Nobody's Perfect» recibió comentarios tanto positivos como negativos. Andy Gill del periódico británico The Independent comentó que la canción tiene «unas líneas vocales capaces de alcanzar notas exageradas». Abi Farrel de Music Dune dio una revisión positiva del tema, donde comentó que «es un concepto que la mayoría de las personas pueden relacionar con algún punto de sus vidas: es una historia de autonegación, arrepentimiento y la confesión de una chica que no parece poder mantener la boca cerrada». Arnie Streets de Gettothefront lo calificó con diez puntos de diez y agregó que «"Nobody's Perfect" es sin duda una pista más emocional en comparación con los dos últimos lanzamientos de Jessie, sin estribillos cursis ni ninguna ayuda del rapero B.o.B». Stephen Thomas Erlewine de Allmusic, en su revisión de Who You Are, señaló que «Nobody's Perfect», «Do It Like a Dude», «Price Tag» y «Big White Room» son las mejores canciones del disco.

### Recibimiento comercial
«Nobody's Perfect» fue restringida para los Estados Unidos, por lo cual no se lanzó como sencillo en dicho país. Sin embargo, logró una buena recepción comercial en algunos países de Europa y Oceanía. En Australia, debutó en la posición número veinticuatro de la lista Australian Singles Chart y tardó tres semanas para alcanzar la número nueve, su posición más alta. Tiempo después, la ARIA condecoró a «Nobody's Perfect» con dos discos de platino por vender 140 000 copias en el territorio. En el Reino Unido, alcanzó la posición número nueve en el conteo UK Singles Chart y fue certificado con un disco de plata por vender 200 mil copias. Casi un año después, dicha hazaña se sumaría al récord de la cantante de tener seis sencillos dentro del top 10 de un mismo álbum en dicha lista. Por otro lado, en Escocia llegó a la novena posición, mientras que en Nueva Zelanda alcanzó la número diez, en este último también recibió un disco de oro. En las radios de Hungría llegó hasta la posición veintinueve, mientras que en las de Eslovaquia llegó hasta la sesenta y ocho. Asimismo, alcanzó las posiciones número veintisiete, cuarenta y ocho y cuarenta y nueve en las listas de Dinamarca, Austria y Bélgica, respectivamente.

## Promoción

### Vídeo musical
El vídeo musical de «Nobody's Perfect» fue dirigido por el británico Emil Nava y filmado en Sofía, Bulgaria, el 24 de marzo de 2011. Su dirección artística está inspirada en la película estadounidense Alicia en el país de las maravillas y quedó a cargo de Antonello Rubio. Su estreno se llevó a cabo en la cuenta oficial de VEVO de la cantante en YouTube el 14 de abril de 2011. Este comienza con una casa vieja y abandonada en medio del bosque. Seguidamente se ve un pasillo donde está Jessie revisando todas las puertas del mismo de forma curiosa. Al finalizar la escena, Jessie comienza a cantar el primer verso de la canción y unas personas vestidas de forma extravagante comienzan a brindar en una mesa llena de comida extraña. Luego aparece la intérprete encerrada y amarrada con telarañas en una recámara con muchas bocas alrededor de ella. Finalmente, este termina con la casa abandonada llena de humo. Tras ver el resultado, la cantante afirmó que es su vídeo musical favorito. El sitio web Somanymp3s hizo una revisión positiva del vídeo, otorgándole tres estrellas de cinco y comentando que «Jessie J está demostrando que tiene la capacidad de estar en esta etapa de gran camino, pero tendrá que seguir sacando más y mejores vídeos como este si quiere competir en un campo lleno de cantantes pop femenino».

### Presentaciones en vivo
El 4 de marzo de 2011, Jessie interpretó el tema en el programa en línea VEVO LIFT Presents junto a otras canciones de su disco Who You Are, tales como «Do It Like a Dude», «Price Tag» y «Who You Are». Posteriormente, también la interpretó en el acto de cierre del festival Big Weekend juntó con «Price Tag» el 14 de mayo. El 21 de agosto, la cantó en el V Festival sentada en una silla debido a su fractura en el pie. El 2 de junio de 2012, Jessie la interpretó junto a Vince Kidd en la final del programa The Voice UK. La canción también era interpretada en el Stan Up Tour y el Heartbeat Tour.

## Versiones y remezclas
- Descarga digital

| Australia — EP |                                              |          |  |
| N.º            | Título                                       | Duración |  |
| 1.             | «Nobody's Perfect» (Versión álbum)           | 4:19     |  |
| 2.             | «Nobody's Perfect» (Sencillo)                | 4:16     |  |
| 3.             | «Nobody's Perfect» (Versión acústica)        | 4:42     |  |
| 4.             | «Nobody's Perfect» (Netsky Full Vocal Remix) | 4:55     |  |
| 5.             | «Nobody's Perfect» (Versión explícita)       | 5:54     |  |

| Reino Unido — EP |                                              |          |  |
| N.º              | Título                                       | Duración |  |
| 1.               | «Nobody's Perfect» (Tom Elmhirst Radio Edit) | 3:41     |  |
| 2.               | «Nobody's Perfect» (Versión acústica)        | 4:42     |  |
| 3.               | «Nobody's Perfect» (Netsky Full Vocal Remix) | 4:55     |  |
| 4.               | «Nobody's Perfect» (Steve Smart Remix)       | 5:54     |  |

## Posicionamiento en listas

### Semanales
| Alemania          | German Singles Chart      | 48 |
| Australia         | Australian Singles Chart  | 9  |
| Austria           | Austrian Singles Chart    | 46 |
| Bélgica (Flandes) | Ultratop 50               | 49 |
| Dinamarca         | Danish Singles Chart      | 27 |
| Escocia           | Scottish Singles Chart    | 9  |
| Eslovaquia        | Radio Top 100 Chart       | 78 |
| Hungría           | Rádiós Top 40             | 29 |
| Irlanda           | Irish Singles Chart       | 14 |
| Nueva Zelanda     | New Zealand Singles Chart | 10 |
| Países Bajos      | Dutch Top 40              | 69 |
| Reino Unido       | UK Singles Chart          | 9  |

### Certificaciones
| País          | Organismo certificador | Certificación | Unidades certificadas | Ref.   |
| ------------- | ---------------------- | ------------- | --------------------- | ------ |
| Australia     | ARIA                   | 2× Platino    | 140 000               | [ 4 ]  |
| Nueva Zelanda | RIANZ                  | Oro           | 7500                  | [ 23 ] |
| Reino Unido   | BPI                    | Oro           | 400 000               | [ 19 ] |

### Anuales
| Australia | Australian Singles Chart | 72 |

## Historial de lanzamientos
| País        | Fecha               | Formato          | Ref.   |
| ----------- | ------------------- | ---------------- | ------ |
| Reino Unido | 20 de abril de 2011 | Radio            | [ 2 ]  |
| Australia   | 27 de abril de 2011 | Descarga digital | [ 38 ] |
| Reino Unido | 27 de abril de 2011 | Descarga digital | [ 39 ] |
| Reino Unido | 30 de mayo de 2011  | CD               | [ 44 ] |

## Créditos y personal
- Jessie J: Compositora y voz.
- Claude Kelly: Compositor y productor.
- Andre Brissett: Productor.
- Ben «Bengineer» Chang: Grabación.
- Jean-Marie Horva: Mezclador.
- Tom Coyne: Masterización.

Fuente: Discogs.